# شیادان (فیلم ۲۰۱۹)
شیادان (انگلیسی: Hustlers) یک فیلم آمریکایی در ژانر کمدی-درام جنایی به نویسندگی و کارگردانی لورین اسکافاریا است که در سال ۲۰۱۹ منتشر شد. این فیلم بر پایهٔ مقاله‌ای از جسیکا پرسلر در سال ۲۰۱۵ برای مجلهٔ نیویورک ساخته شده‌است. در این فیلم کنستانس وو، جنیفر لوپز، جولیا استایلز، کیکه پالمر، لی‌لی راینهارت، لیزو و کاردی بی ایفای نقش می‌کنند. این فیلم داستان استریپرهای شهر نیویورک را روایت می‌کند که از معامله‌گران سهام و مدیرعاملانی که به کلاب آن‌ها سر می‌زنند شروع به سرقت پول می‌کنند. لوپز همچنین یکی از تهیه‌کنندگان این فیلم است و تولید این فیلم را با شرکت نیویوریکن پروداکشنز بر عهدهٔ داشته‌است.
ساخت این فیلم اولین بار در فوریه ۲۰۱۶ اعلام شد و قرار بود که تأمین مالی و توزیع فیلم بر عهدهٔ آناپورنا پیکچرز باشد. با این حال، در حین تأمین بودجه مشکلات مالی پیش آمد و آناپورنا در اکتبر ۲۰۱۸ حق انتشار فیلم را منسوخ کرد. پس از اینکه اس‌تی‌اکس اینترتینمنت حق انتشار فیلم را گرفت، بسیاری از بازیگران از پاییز تا بهار آن سال به فیلم پیوستند. فیلم‌برداری این فیلم از مارس تا مهٔ ۲۰۱۹ در شهر نیویورک انجام شد.
شیادان در ۷ سپتامبر ۲۰۱۹ به‌صورت جهانی در جشنواره بین‌المللی فیلم تورنتو به نمایش درآمد و در ۱۳ سپتامبر ۲۰۱۹ به‌صورت سینمایی در ایالات متحده منتشر شد. این فیلم نقدهای مثبتی از سوی منتقدان دریافت کرد و نقش‌آفرینی لوپز مورد تحسین قرار گرفت." این فیلم در برابر بودجه تولید ۲۰٫۷ میلیون دلاری خود، تاکنون بیش از ۱۵۷٫۶ میلیون دلار در جهان فروش داشته‌است.

## بازیگران
- کنستانس وو
- جنیفر لوپز
- جولیا استایلز
- کیکه پالمر
- لی‌لی راینهارت
- لیزو
- کاردی بی
- مرسدس روئل
- وای چینگ هو
- مدلین بروئر
- تریس لیست
- مت تولی
- فرانک ویلی
- پل نیلسن
- براندن کینر
- استیون بویر
- جون گلیسر
- جی-ایزی
- دوین راتری
- ریس کویرو
- جوانی اورتیز
- بیگ جی اوکرسون
- آشر